# オートメイテッドマニュアルトランスミッション

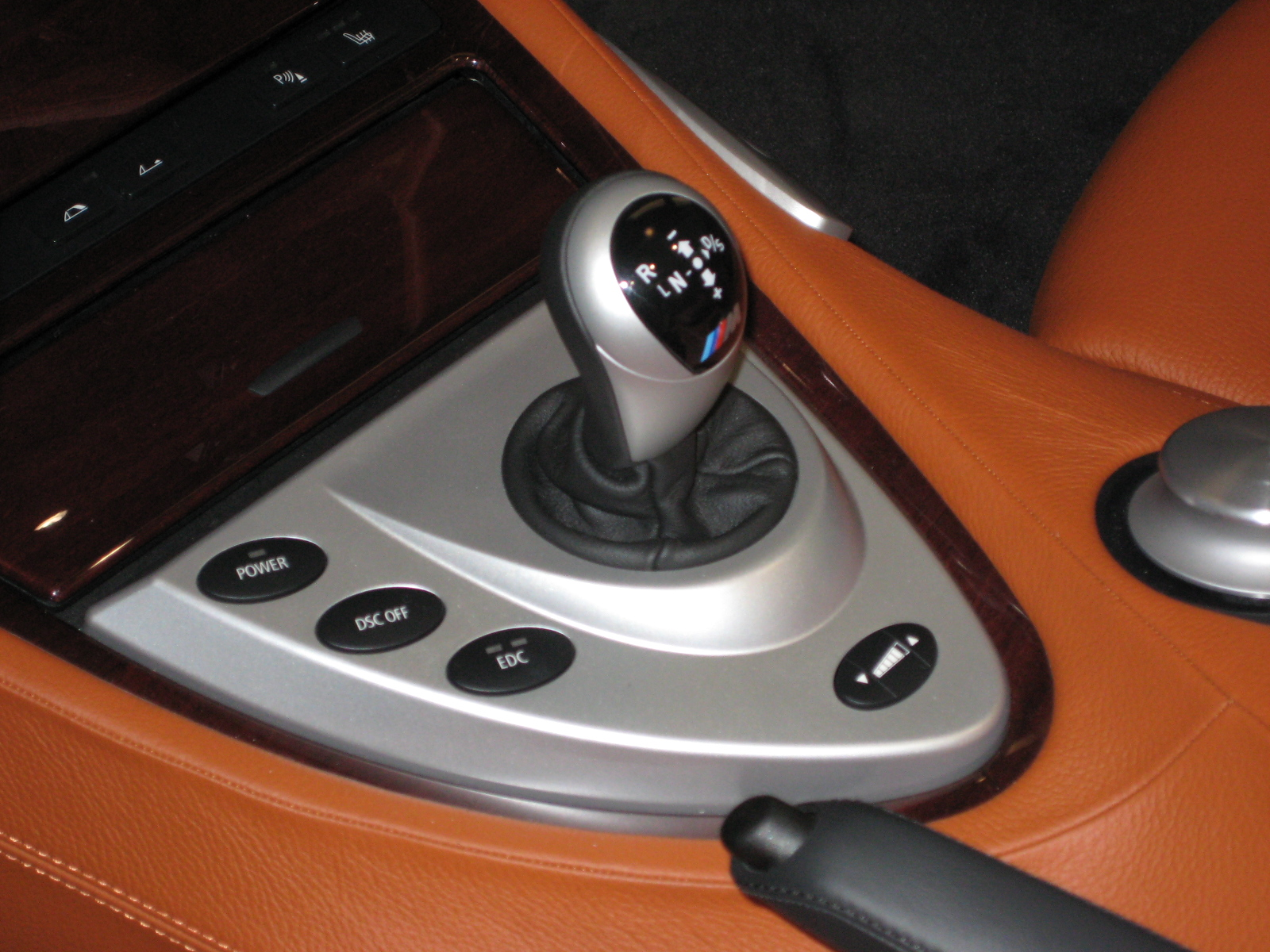
2000年代中頃のBMW・SMG-IIIシフター。シフターの下にシフト速度を選択するためのボタンが配置されている。

オートメイテッドマニュアルトランスミッション（英語: automated manual transmission、略称: AMT）は、モータービークル用のトランスミッションの一種である。自動化マニュアルトランスミッションや機械式AT、自動MT、（デュアルクラッチトランスミッションとの対比で）シングルクラッチ式ATとも呼ばれる。本質的には従来型のマニュアルトランスミッションであるが、クラッチあるいはクラッチとギアのシフトの両方の操作が自動化されている。クラッチ操作のみが自動化されている場合はセミオートマチックトランスミッション（半自動変速機）に、両方が自動化されている場合はフルオートマチックトランスミッション（全自動変速機）に分類される。
多くの初期のAMT（クラッチのみが自動的に制御されていたオートスティックなど）は動作がセミオートマチックであった。クラッチの動作は電気機械式、油圧式、空気圧式、負圧式など様々な形式があった。いずれも、ギア変更を開始するためには運転手が手動で入力する必要があった。手動変速操作を必要とするこれらのシステムはクラッチレスマニュアルシステムとも呼ばれた。「セレスピード」や「イージートロニック」といった動作がフルオートマチックである現代的なAMTはECUを用いてクラッチ操作とギアシフトの両方を自動的に制御できる。したがって、手動での介入あるいは運転手の入力を必要としない。
従来型の油圧制御式オートマチックトランスミッションのよりスポーツ風の代替機構として、1990年代中頃に乗用車における現代的なコンピュータ制御式AMTの使用が増加した。2010年代には、乗用車では次第にデュアルクラッチトランスミッション（DCT）にその役割を譲っていったが、ヨーロッパや一部の途上国市場、特にインドでの小型車ではまだ人気がある。

## 設計と動作
AMTには動作がセミオートマチック（半自動）のものとフルオートマチック（全自動）のものがある。クラッチやギアシフト制御は、油圧あるいは電気油圧式、電気機械式、空気圧式、電磁式、電動機を使った純粋に電気的なものがある。
フルオートマチックでは、ギアシフト、クラッチ動作、シフトタイミング、回転数マッチングが全て、電子センサ、コンピュータ、およびアクチュエータを介した自動化制御下に置かれている。ギアを自分で選択したい時は、運転手はシフトレバーを使って望むギアを選択するが、TCUあるいはマイクロプロセッサに接続した電子センサおよびアクチュエータが自動的にクラッチとスロットルを操作し、回転数を合わせてクラッチを再締結する。駆動輪へのトルクをパワーの伝達も電子的に制御される。ほとんどの現代的なAMTはシーケンシャルモード（ギアを1段ずつしか移動できない）で機能する。しかしながら、全てがこれに当てはまるわけではない。例えばBMWの「SMG」およびフェラーリの「F1」トランスミッションはステアリングホイールに取り付けられたパドルシフターを介して手動でギアを選択すると、ギアの段をとばすことができる。旧式（ほとんどは1990年代以前）のクラッチレスマニュアルトランスミッションはHパターンのシフターとシフトゲートを引き継いでおり、運転手が手動で必要なギア比を選択する必要がある。しかしながら、クラッチはサーボ制御装置であり、クラッチを自動的に制御する様々なアクチュエータ、セレノイド、およびセンサに接続されている。
クラッチを自動化する別の手段として「クラッチ・バイ・ワイヤ」システムがある。このシステムは一般的に（機械式クラッチ連結あるいは油圧クラッチ結合の代わりに）電動アクチュエータと電子センサを使用してクラッチの位置を監視ならびに制御する。機械式クラッチとペダル間の油圧連結は単一の電気機械アクチュエータによって完全に置き換えられる。
一部（ほとんどの現代的な）AMTは適切な時点で（オートマチックトランスミッションのように）自動的にギアをシフトするのに対して、伝統的なセミオートマチックおよびクラッチレスマニュアルはクラッチ動作のみが自動化されているため、運転手が手動でギアを選択する必要がある。表面的な類似性にもかかわらず、AMTはいわゆるマニュマチック（マニュアルモード付オートマチックトランスミッション）とは内部動作と運転手の「感覚」に大きな違いがある。後者は基本的にAMTにおけるクラッチの代わりにトルクコンバータを使用する通常のオートマチックトランスミッションであり、オートマチックトランスミッションのコンピュータ制御に優先して、手動でシフトを作動する機能を持っている。
機能拡張型のAMTは（シフトレバー付きの）正規のマニュアルトランスミッションとしても機能できるが、統合型のAMTは「通常」のシフトレイアウトを必要としないため、AMTに最適化されたシフトレイアウトで設計することができる。統合型AMTにはシフトドラムを持つものと、複数の単一アクチュエータを使用するものがある。シフトドラムでは1段ずつしかシフトできないが、1つのアクチュエータしか必要としないため、システムがかなり安価である。対して、後者はシフティングスリーブ1つにつき1つのアクチュエータを必要とする。そのため、システムはより高価であるが、シフトはより速い。アクチュエータには電気油圧式（より高価だが、より速く、より高いトルクに耐えられ、後者の単一アクチュエータシステムに適している）もあれば、電気機械式（より安価だが、入力トルクは大抵最大250 N·mに制限される）もある。電気機械式のトルク制限の理由は、トルクがより高く、シフト時間が短くなるにつれて、クラッチ動作力が増大するためである。電気機械式アクチュエータは単なる電気モーターである。より大型のモーターは自身の質量慣性モーメントがより高いため動的性能が落ち（速いシフトには良くない）、自動車の12ボルト電気系にもより負荷を掛けてしまう。結果として、シフトが遅くて非常に大きな鉛バッテリーを積む（自動車には適さない）か、シフトが遅くてより小型のバッテリーを積む（許容トルクは250 N·m）かのいずれかとなる。
スズキの「AGS（オートギヤシフト）」やダンチア/ルノーの「Easy-R」のような現代的AMTは大抵、特定のエンジン回転数とスロットル位置の両方またはいずれか一方に基づいてギアシフトを開始するために電子スロットル制御と連動して動作する。

## 乗用車での使用

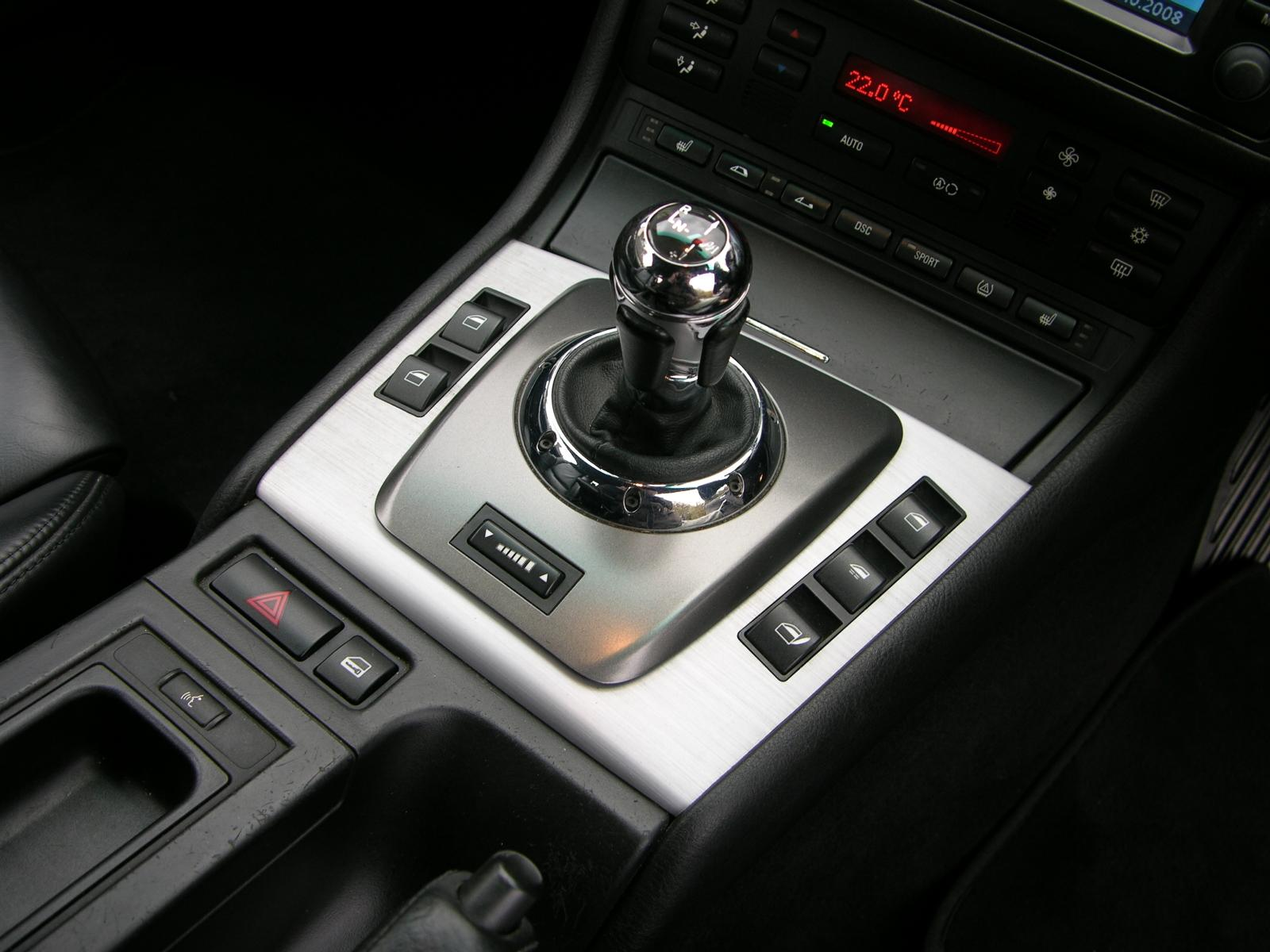
2000-2006 BMW SMG-IIシフター

AMTの起源は、1940年代と1950年代に量産車に登場し始めた初期のクラッチレスマニュアルトランスミッションにある。クラッチレスマニュアルの初期の例は1942年にハドソン・コモドアと共に導入され、「Drive-Master」と呼ばれた。この装置は初期のセミオートマチックトランスミッションであり、サーボ制御負圧作動式クラッチシステムを使用する従来型のマニュアルトランスミッションの設計に基づている。手動シフトおよび手動クラッチ操作（全手動）、自動化クラッチ操作付き手動シフト（半自動）、自動クラッチ操作付き自動変速（全自動）の3つの異なるギアシフトモードを備えており、ボタンで切り替えることができた。
また、1955年式シトロエン・DSは、セミオートマチックの4速BVHトランスミッションを使用した。このセミオートマチックトランスミッションは油圧を使って作動する自動化クラッチを使用した。ギア選択も油圧を使ったが、ギア比は運転手が手動で選択する必要があった。1956年式ルノー・ドーフィンの3速マニュアルトランスミッションはオプションで自動化電磁クラッチ「Ferlec」を選択可能であった。その他のクラッチレスマニュアルトランスミッションとしては、1967年式NSU・Ro 80（3速Fichtel & Sachs）や1967年式ポルシェ・911（4速Sportomatic）がある。どちらも負圧作動式クラッチと油圧トルクコンバータを使用していた。1968年式フォルクスワーゲン・タイプ1およびフォルクスワーゲン・カルマンギアは3速オートスティックトランスミッションが選択可能であった。オートスティックは電気-空気圧式負圧クラッチサーボを作動するため、ソレノイドと接続されたギアシフター上の電気スイッチを使用する。
1963年、ルノーは自動化クラッチから全自動の3速Jagerトランスミッションに切り替えた。Jagerトランスミッションはクラッチと変速の両方を操作する電気機械制御ユニットから構成された。Jagerトランスミッションはダッシュボードに取り付けられた電子押しボタンを介して制御された。
いすゞ自動車の5速オートマチックトランスミッション「NAVi5」は1984年に中型セダンのいすゞ・アスカ（日本市場でのみ販売）に導入された。このトランスミッションは、元々トラック向けに設計されたものであり、マニュアルトランスミッションを基にして、ギアシフターとクラッチのために油圧アクチュエータを追加したものであった。初期のNAVi5はギア比の直接的な選択はできず、高段ギアの排除のみが可能であった。後の改良版ではマニュアルモードが追加され、運転手がギア選択を制御することが可能になった。
フィアットS.p.A.傘下の複数の企業はAMTの発展に影響を与えた。AMTへのフェラーリの関与は1989年に始まり、F1カーのフェラーリ・640では7速セミオートマチック「パドル-シフト」トランスミッションが使われた。1992年、フェラーリ・モンディアルtはオプションとして5速「Valeo」セミオートマチックトランスミッションを導入した。このトランスミッションはクラッチを自動的に操作するために電気機械式アクチュエータを使用し、ギアシフト機構は通常のトランスミッションのように操作される標準的なHパターンシフターであった。1997年、フェラーリ・F355で6速「F1」トランスミッションが利用可能になった。これはステアリングホイールの後ろに位置するパドルシフターを使うか、あるいはフルオートマチックモードで走行できた。F355の後継車種でも、2009年にフェラーリ・458でデュアルクラッチトランスミッションに切り替わるまで、同様のトランスミッションが提供された。

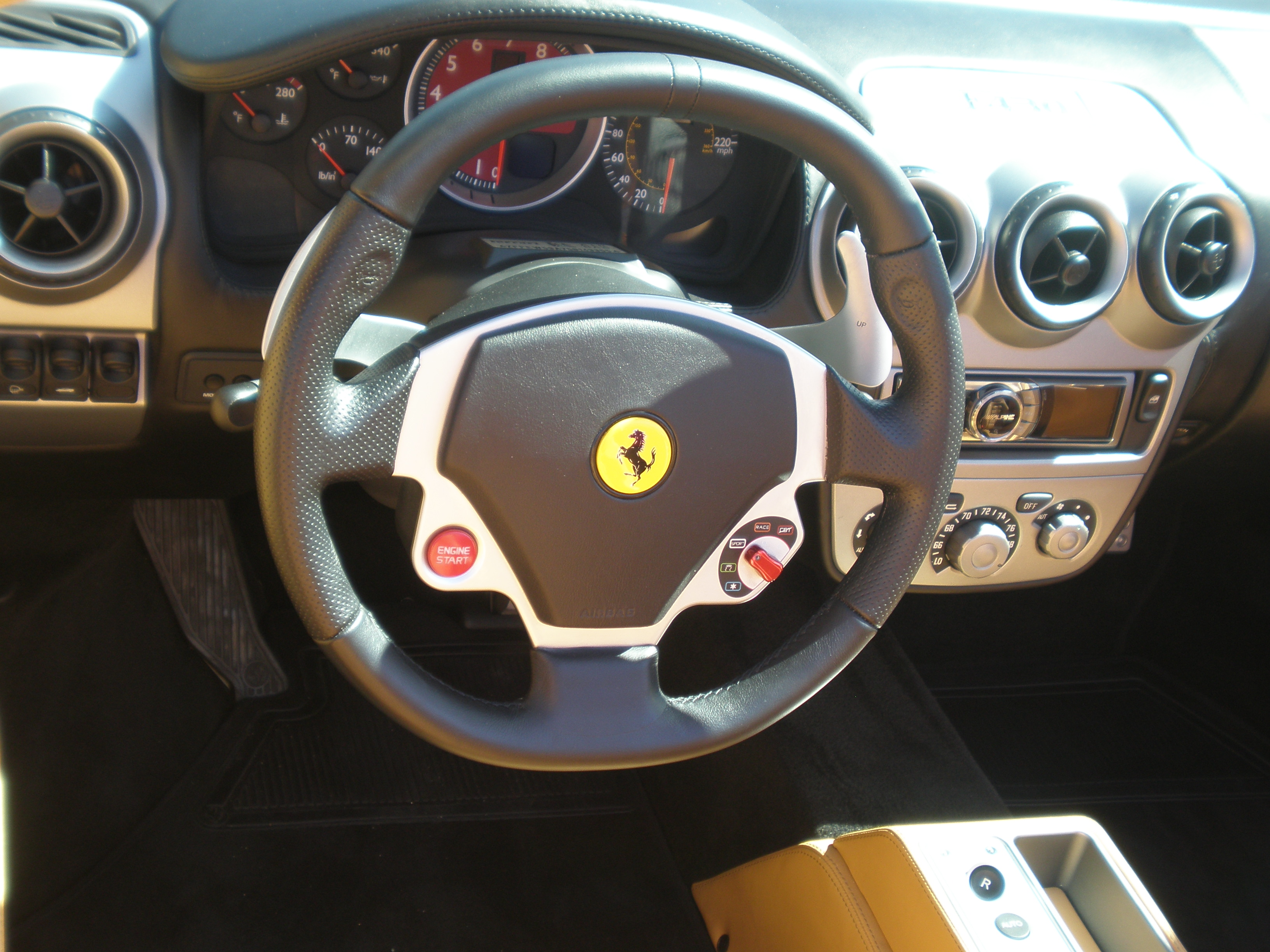
フェラーリ・F430のパドルシフター付きF1ステアリングホイール

姉妹会社のアルファロメオは1999年に、関連する5速「セレスピード」オートマチックトランスミッションをアルファロメオ・156で導入した。その後、マセラティが2001年に関連する6速「Combiocorsa」オートマチックトランスミッションをマセラティ・クーペで導入した。セレスピードはフィアット・プントやスティーロでも使われた。
BMWのAMTへの関与は1993年に始まり、（E31 850Csiを基にした）アルピナ・B12クーペで6速「Shift-tronic」セミオートマチックトランスミッションが提供された。自動化クラッチと標準的なHパターンシフターを使用するこのトランスミッションはLuK社が供給し、40種類弱のモデルに搭載された。1997年にBMW・E36 M3クーペに6速「SMG」オートマチックトランスミッションが導入され、BMWのためのAMTの量産は始まった。「SMG」という名称は「シーケンシャル・マニュアル・ギアボックス（英語: Sequential Manual Gearbox、ドイツ語: Sequentielles manuelles Getriebe）」の略称であったものの、トランスミッション内部は典型的な（シンクロメッシュを搭載した）マニュアルトランスミッションと同様であり、本当のシーケンシャルマニュアルトランスミッションではなかった。SMGは2000年にE46 M3でSMG-IIに置き換えられた。BMWの（デュアルクラッチトランスミッションに置き換えられる前の）最後のAMTは2004-2010 BMW・E60 M5とBMW・E63 M6で使われた7速SMG-IIIであった。SMG-IIIは最も積極的なモードでシフト時間65ミリ秒を達成した。
2002年から2007年、トヨタ・MR-Sでは6速「SMT」オートメイテッドマニュアルトランスミッションが利用可能であった。SMTシステムはクラッチと変速の両方に電気油圧作動システムを利用していたが、Hパターンシフターは使わなかった。代わりに、シフトレバーを前や後ろに動かすことで変速でき、またステアリングホイール上にシフトボタンを追加できた。
フォルクスワーゲングループ内のブランドはAMTではなくデュアルクラッチトランスミッションを典型的に使用してきたが、2004年式ランボルギーニ・ムルシエラゴとランボルギーニ・ガヤルドでは6速「E-gear」オートメイテッドマニュアルトランスミッションが導入された。E-gearはムルシエラゴとガヤルドの後継車種でも使われ、2007-2012年式アウディ・R8 (Type 42)でも「R-tronic」トランスミッションという商標で利用可能であった。

### 使用
| 導入年 | 製造会社                   | 名称               | モデル                                                                         |
| ------ | -------------------------- | ------------------ | ------------------------------------------------------------------------------ |
| 1996   | アルファロメオ             | セレスピード       | 156、147、GT、159、ブレラ、スパイダー                                          |
| 2007   | アルファロメオ             | Q-Select           | 8Cコンペティツィオーネ/8Cスパイダー                                            |
| 2001   | アストンマーチン           | SSM                | ヴァンキッシュ                                                                 |
| 2005   | アストンマーチン           | Sportshift         | ヴァンテージ（2005年）                                                         |
| 2009   | アストンマーチン           | -                  | One-77                                                                         |
| 2020   | アストンマーチン           | -                  | ヴァルキリー                                                                   |
| 1999   | アウディ                   | -                  | A2                                                                             |
| 2006   | アウディ                   | R-Tronic           | R8 (Type 42)                                                                   |
| 1997   | BMW                        | SMG                | E36 M3                                                                         |
| 2000   | BMW                        | SMG-II             | E46 M3、E46 3シリーズ、E85 Z4、E60 5シリーズ、E63 6シリーズ                    |
| 2004   | BMW                        | SMG-III            | E60 M5、E63 M6                                                                 |
| 2003   | チェリー                   | -                  | QQ3                                                                            |
| 2009   | チェリー                   | -                  | M1                                                                             |
| 1955   | シトロエン                 | BVH                | DS                                                                             |
| 1976   | シトロエン                 | C-Matic            | CX、GS                                                                         |
| 2004   | シトロエン                 | EGS                | C1、C4                                                                         |
| 2003   | シトロエン                 | Sensodrive         | C2、C3                                                                         |
| 2011   | シトロエン                 | -                  | DS5                                                                            |
| 2016   | シトロエン                 | -                  | C6 (China)                                                                     |
| 2015   | ダチア                     | ダチア・Easy-R     | ロガン、サンデロ、ダスター                                                     |
| 2017   | ダラーラ                   | -                  | ストラダーレ                                                                   |
| 1993   | フィアット                 | セレスピード       | プント、スティーロ、グランデプント                                             |
| 1995   | フィアット                 | デュアロジック     | ブラーボ、イデア、パリオ、プント、シエナ、ウーノ、パンダ、500L、ドブロ、リネア |
| 1997   | フィアット                 | Citymatic          | セイチェント                                                                   |
| 2007   | フィアット                 | Comfort-Matic      | フィオリーノ                                                                   |
| 2018   | フィアット                 | GSR                | アルゴ、クロノス、モビ                                                         |
| 1988   | フェラーリ                 | Valeo              | モンディアルT                                                                  |
| 1994   | フェラーリ                 | F1                 | 355 F1、360、575Mマラネロ、エンツォ、612スカリエッティ、F430、FXX、599         |
| 2004   | フォード・オブ・ヨーロッパ | Durashift EST      | フュージョン、フィエスタ、トランジット                                         |
| 2010   | 本田技研工業               | i-SHIFT            | シビック、フィット                                                             |
| 1942   | ハドソン                   | Drive-Master       | コモドア                                                                       |
| 1950   | ハドソン                   | Supermatic         | コモドア                                                                       |
| 2018   | ヒョンデ                   | Smart Auto AMT     | i10、オーラ、サントロ                                                          |
| 2020   | ヒョンデ                   | iMT                | ヴェニュー、i20                                                                |
| 1984   | いすゞ                     | NAVi5              | アスカ、ジェミニ                                                               |
| 2020   | キア                       | iMT                | ソネット                                                                       |
| 2007   | ラーダ (アフトヴァース)    | -                  | プリオラ                                                                       |
| 2015   | ラーダ (アフトヴァース)    | -                  | エックスレイ、ヴェスタ                                                         |
| 2004   | ランボルギーニ             | e-gear             | ムルシエラゴ、ガヤルド、レヴェントン、セストエレメント                         |
| 2011   | ランボルギーニ             | ISR                | アヴェンタドール、ヴェネーノ、チェンテナリオ、シアン、カウンタック LPI 800-4   |
| 2004   | ランチア                   | DFN                | ムーザ、イプシロン                                                             |
| 2004   | マクサス (LDV)             | -                  | マクサス・V80、マクサス・V90                                                   |
| 2010   | レクサス                   | ASG                | LFA                                                                            |
| 2015   | マヒンドラ                 | Autoshift          | TUV300                                                                         |
| 2019   | マヒンドラ                 | -                  | XUV300                                                                         |
| 2001   | マセラティ                 | Cambiocorsa        | クーペおよびスパイダー、MC12                                                   |
| 2003   | マセラティ                 | DuoSelect          | マセラティ・クアトロポルテV                                                    |
| 2007   | マセラティ                 | MC-Shift           | グラントゥーリズモ                                                             |
| 1997   | メルセデス・ベンツ         | -                  | Aクラス                                                                        |
| 2021   | メルセデスAMG              | -                  | One                                                                            |
| 2004   | 三菱                       | AllShift           | コルト                                                                         |
| 1967   | NSU                        | -                  | Ro80                                                                           |
| 1999   | パガーニ                   | -                  | ゾンダ                                                                         |
| 2011   | パガーニ                   | -                  | ウアイラ                                                                       |
| 2005   | プジョー                   | 2-Tronic           | 107、1007                                                                      |
| 2014   | ポラリス                   | AutoDrive          | スリングショット                                                               |
| 1967   | ポルシェ                   | Sportomatic        | 911                                                                            |
| 2005   | プロトン                   | AMT                | サヴィ                                                                         |
| 1956   | ルノー                     | -                  | ドーフィン                                                                     |
| 2001   | ルノー                     | Quickshift         | モデュス、トゥインゴ                                                           |
| 2015   | ルノー                     | Easy-R             | クウィッド、シンボルIII、トライバー                                            |
| 1994   | サーブ                     | Sensonic           | 900 NG                                                                         |
| 2012   | セアト                     | ASG                | Mii                                                                            |
| 2011   | シュコダ                   | ASG                | シティゴ                                                                       |
| 1998   | スマート                   | Softouch           | フォーツー、フォーフォー、ロードスター                                         |
| 2013   | スパニア                   | -                  | GTA・スパーノ                                                                  |
| 2004   | SSCノースアメリカ          | -                  | アルティメットエアロ                                                           |
| 2020   | SSCノースアメリカ          | -                  | トゥアタラ                                                                     |
| 2014   | スズキ                     | AGS                | セレリオ                                                                       |
| 2017   | スズキ                     | AGS                | スイフトディザイア、イグニス                                                   |
| 2004   | スズキ                     | -                  | スイフト                                                                       |
| 2014   | スズキ                     | -                  | アルト                                                                         |
| 2008   | タタ・モーターズ           | Easy Shift         | ナノ                                                                           |
| 2017   | タタ・モーターズ           | Hyprdrive SSG      | ネクソン、ティアゴ、ティゴール                                                 |
| 1999   | トヨタ自動車               | SMT                | MR-S                                                                           |
| 2005   | トヨタ自動車               | MMT                | アイゴ、ヤリス、カローラ、カローラヴァーソ、マークX、オーリス                  |
| 1965   | VEBザクセンリンク          | Hycomat            | トラバント・601                                                                |
| 2004   | オペル/ボクスホール        | イージートロニック | コルサ、ティグラ、メリーバ、アストラ、ザフィーラ、ベクトラ、アダム             |
| 1968   | フォルクスワーゲン         | オートスティック   | タイプ1、カルマンギア                                                          |
| 1998   | フォルクスワーゲン         | -                  | ルポ                                                                           |
| 2009   | フォルクスワーゲン         | I-Motion           | ゴル、ヴォヤージュ                                                             |
| 2011   | フォルクスワーゲン         | ASG                | Up、フォックス                                                                 |
| 2009   | ゼンヴォ                   | -                  | ゼンヴォ・ST1                                                                  |

## セミトレーラートラック/トラクターでの使用
セミトレーラートラック/トラクター:
ボルボ・I-Shift
オートメイテッド・マニュアルトランスミッション。2001年に導入され、トラックとバスで使用。このシステムは従来型のノンシンクロメッシュマニュアルトランスミッション向けの拡張機能である。
ZF・ASトロニック
オートメイテッドマニュアルトランスミッション。2003年に導入され、トラック、バス、長距離バスで使用。
イートン・オートシフト（AutoShift）
2000年代初めに大型トラック向けの従来型のノンシンクロメッシュマニュアルトランスミッションへの拡張機能として導入された。
マック・mDRIVEおよびmDRIVE HD
シンクロナイザー付きオートメイテッドマニュアルトランスミッション。2010年に導入され、マックのセミトラックで使用。
ルノー・Optidriver
オートメイテッドマニュアルトランスミッション。2004年に導入され、ルノーの重量級商用セミトラックで使用。
ダイムラー・トラックス・DT12
オートメイテッドマニュアルトランスミッション。2012年に導入され、セミトラックのフレイトライナー・カスカディアや、商用セミトラック・クレーントラック・ダンプトラックのウェスタン・スター49Xラインで使用。
メルセデス・ベンツ・PowerShift
ノンシンクロオートメイテッドマニュアルトランスミッション。メルセデス・ベンツの大型セミトレーラートラックで使用。
UDトラックス・ESCOT
ノンシンクロおよびシンクロマニュアルトランスミッション向けの拡張機能。1995年に導入された。ESCOT-I、ESCOT-II、ESCOT-III、ESCOT-IV、ESCOT-V、ESCOT-VIの6つのバリエーションが作られた。UDトラックスの商用車で使用される。